# خاکسپاری

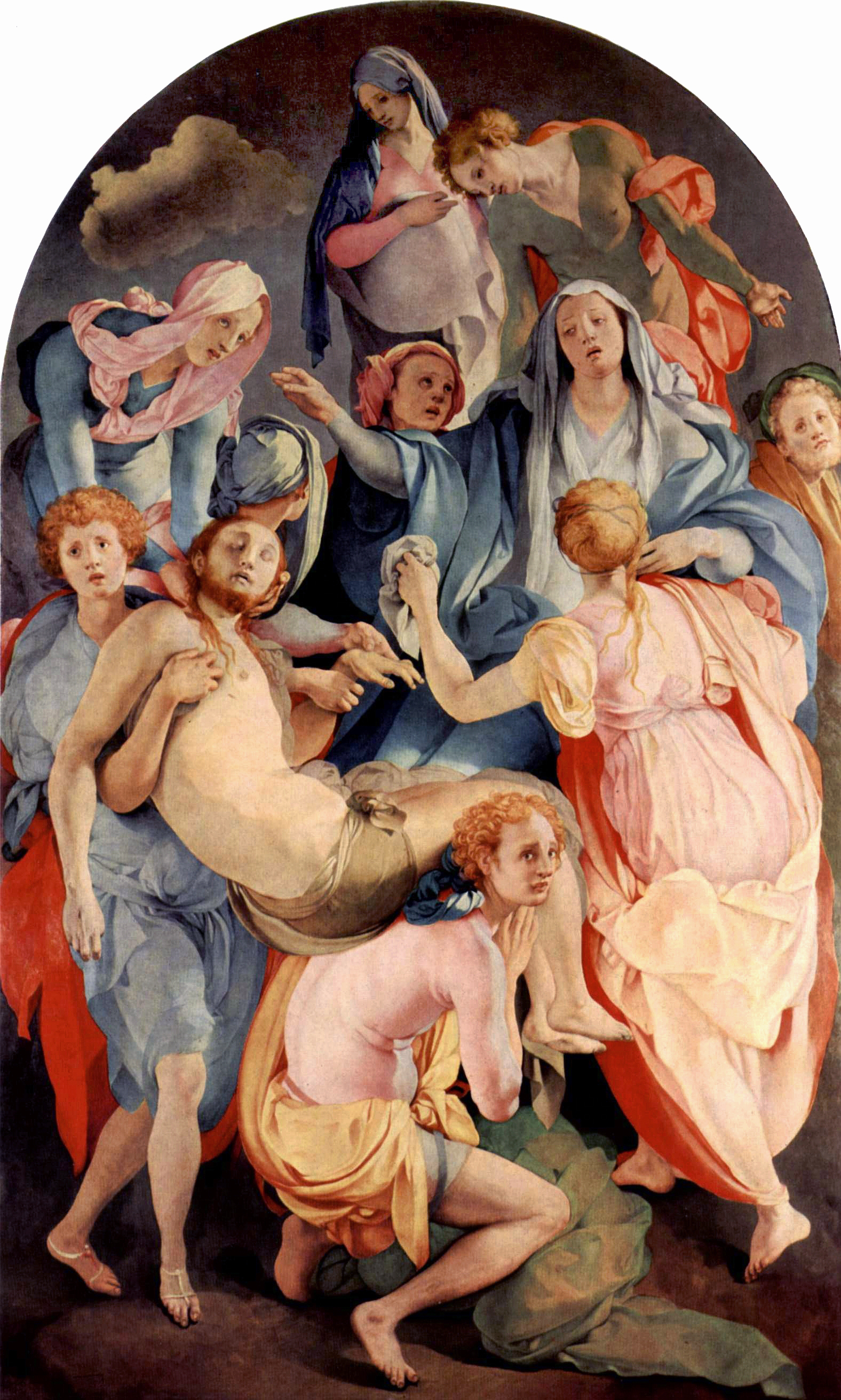
خاکسپاری، اثر جاکوپو پونتورمو، ۱۵۲۸، سانتا فلیچیتا، فلورانس در سبک تکلف‌گرایی

خاکسپاری یا دفن (کلمه دفن فارسی با ریشه عربی تدفین است در عربی خاکسپاری را  تدفین گویند) به خاک‌سپردن پیکر بی‌جان مردگان است یا خاکستر کردن متوفی از روش‌های به طبیعت سپردن پیکر بی‌جان مردگان و از گام‌های مراسم تشییع و مراسم یادبود است.‌ 

## در ادیان

### یهودیت
در یهودیت شخص مرده با کفن پوشیده و با عطریات و روغن‌های سنتی یهود تدهین می‌شود و در خاک دفن می‌شود.

### مسیحیت
خاک‌سپاری در مسیحیت اغلب بین دو روز و یک هفته بعد از مرگ تشکیل می‌شود. جزئیات در مذاهب مسیحی مختلف است، ولی معمولاً خاک‌سپاری با مراسم کلیسا شروع می‌شود و سپس تابوت به قبرستان برده و دفن می‌شود. آنجا عزاداران اگر کاتولیک باشند برای شخص مرده دعا می‌کنند اما پروتستان‌ها به این کار اعتقاد ندارند افراد حاضر کمی خاک بر تابوت می‌ریزند. از جمله آیات کتاب مقدس که در خاک‌سپاری مسیحی خوانده می‌شود: (از خاک گرفته شدی زیرا که تو خاک هستی و به خاک خواهی برگشت) و (ما را تعلیم ده تا ایام خود را بشماریم تا دل خردمندی را حاصل نماییم). خانواده فرد درگذشته معمولاً مهمانان را بعد از خاک‌سپاری به کافه دعوت می‌کند.

### اسلام (تشیع)

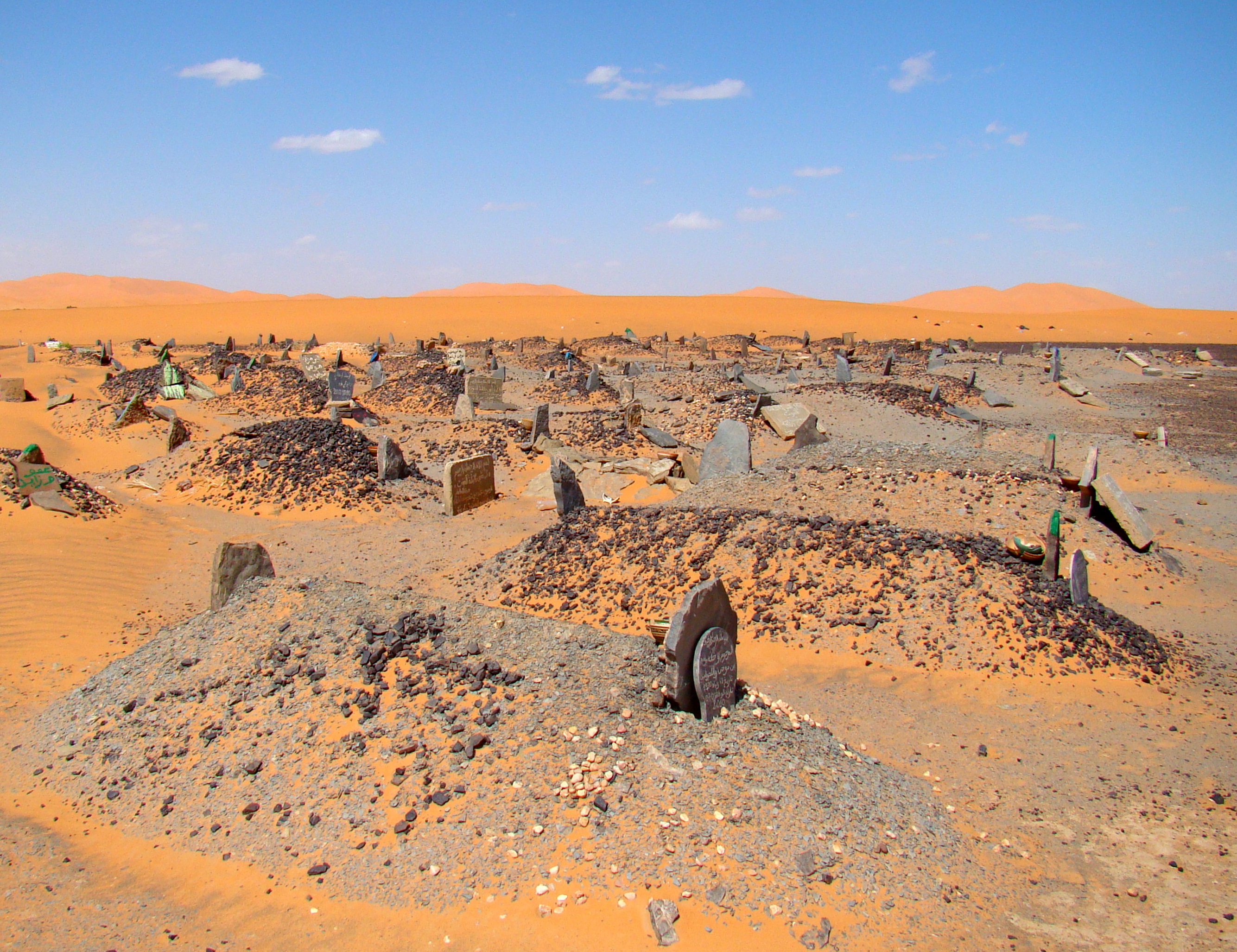
گورستان مسلمانان در صحرا

در اسلام پس از مرگ همه جامه‌های مرده را از وی جدا کرده و او را می‌شویند و پیش از خاکسپاری او را غسل داده و کفن می‌کنند و بر او نماز میت می‌خوانند که در واقع در بردارنده دعا و تلقین است. آنگاه یکی از محرمان وی به کمک دیگران، او را از پهلوی راست و به سمت قبله در گور جای می‌دهد. اگر زن باشد باید توسط محرم خود در قبر گذاشته شود. هنگامی که مرده را درون گور گذاشتند، چهره مرده را از درون کفن بیرون می‌گذارند و سپس سنگ‌های مسطح را بر ایوانه قبر که کمی از جسد بالاتر است قرار می‌دهند، این سنگ‌ها را لحد گویند.

#### ثواب تشییع جنازه
فضیلت تشییع جنازه فراوان و ثوابش بسیار قابل توجه است، تا آنجا که در حدیث آمده‌است: «کسی که جنازه‌ای را تشییع کند، با هر قدمی که برمی‌دارد، تا زمانی که برگردد صد هزار هزار حسنه خواهد داشت و صد هزار هزار گناه از او محو می‌شود و صد هزار هزار درجه اش بالا برده می‌شود و اگر بر میّت نماز هم بگزارد صد هزار هزار ملائکه او را مشایعت می‌کنند که همه‌شان برای او استغفار می‌کنند؛ و اگر در دفن حاضر شود خداوند صد هزار هزار ملائکه را مأمور خواهد کرد تا روز قیامت برای او طلب مغفرت کنند؛ و هر کس بر جنازه‌ای نماز بگزارد جبرئیل و هفتاد هزار هزار ملائکه بر او نماز می‌گزارند و گناهان گذشته اش بخشیده می‌شود و چنانچه بماند تا او را دفن کند و خاک بر او بریزد، در مقابل هر قدمی که از هنگام شرکت در تشییع جنازه تا بازگشت به منزل خود برمی‌دارد یک قیراط پاداش خواهد داشت و قیراط هم‌وزن کوه احد است که در کفه ترازوی اعمال او گذاشته می‌شود».

#### آداب تشییع جنازه

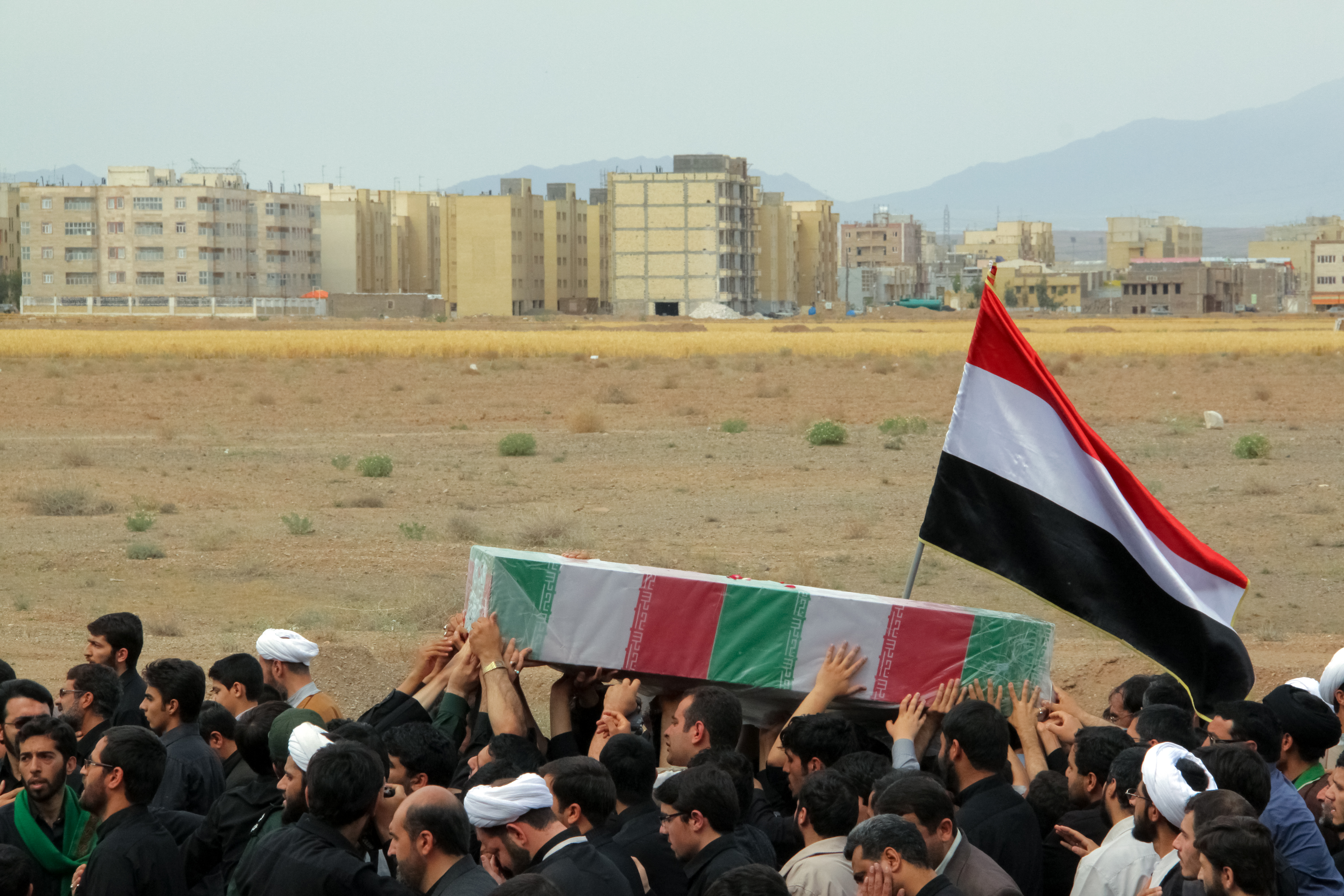
تشییع جنازه یکی از کشته‌شدگان جنگ ایران و عراق که هویت او شناخته نشده است، شهرک پردیسان قم (در ادبیات رسمی جمهوری اسلامی از این افراد با نام شهید گمنام یاد می‌شود)

آداب تشییع جنازه بسیار است که از آن جمله است:
1. کسی که جنازه را حمل می‌کند، هنگام حمل جنازه بگوید: «بسم اللَّه و باللَّه وصلی اللَّه علی محمّد و آل محمّد، اللهم اغفر للمؤمنین و المؤمنات».
2. جنازه را بر دوش بگذارند و ببرند و روی چهارپا و مانند آن برده نشود، تا از ثواب آن محروم نشوند، مگر آن‌که عذری باشد مثل دوری راه، البته حمل جنازه با چهارپا و مانند آن، معلوم نیست که مکروه باشد.
3. تشییع‌کننده در حال خشوع و تفکر باشد و چنین تصور کند که خود او را برداشته و می‌برند و او بازگشت به دنیا را خواهش کرده و اجابت شده‌است.
4. در حال تشییع پیاده باشد و سوار شدن در آن حال مکروه است، مگر آن‌که معذور باشد، البته در وقت بازگشتن مکروه نیست.
5. پشت سر جنازه یا در یکی از دو طرف آن راه برود و اولی (پشت سر) افضل است.
6. هر تشییع‌کننده هر چهار طرف تابوت را بردارد و بهتر است اول جلوی تابوت طرف راست میّت را بر دوش راست بگذارد سپس طرف راست آخر تابوت را روی دوش راست بگذارد بعد از آن طرف چپ آخر تابوت را روی دوش چپ بگذارد، آنگاه به قسمت چپ جلوی تابوت رفته آن را روی دوش چپ بگذارد.
7. صاحب عزا پابرهنه باشد و عبای خود را از دوش بردارد یا به‌طوری‌که مناسب شخص عزادار است وضع ظاهری خود را تغییر دهد تا اینکه معلوم شود او صاحب عزا است.
8. خندیدن و لهو و لعب و برداشتن عبا برای غیر صاحب عزا و تند راه رفتن به‌طوری‌که منافی مدارای با میّت باشد خصوصاً دویدن، در تشییع جنازه مکروه است، بلکه سزاوار است که تشییع کنندگان در راه رفتن میانه‌روی نمایند.
9. آتش بردن پشت سر جنازه در حال تشییع مکروه است، مگر در شب که چراغ یا هر روشنایی دیگر مکروه نیست.
10. در موقع عبور جنازه، برنخاستن شخص نشسته مکروه است، مگر آن‌که میّت کافر باشد که در این صورت از جا برنمی‌خیزد.
11. بهتر آن است که زن‌ها در تشییع جنازه شرکت نکنند؛ اگرچه میّت زن باشد؛ و بعید نیست شرکت زن‌های جوان، در تشییع جنازه مکروه باشد.[۴]

به هیچ عنوان نمی‌توان جنازه را سوزاند.

#### شرایط دفن
از دیدگاه فقهای امامیه قرار دادن جسد مرده درون قبر باید بر طبق شرایط و وضعیت خاصی بوده باشد که عبارتند از:
1. مرده را باید درون قبر به صورت خوابیده بر روی دست راست (و نه نشسته یا ایستاده و جز اینها) به گونه‌ای قرار داد که صورت او به سمت قبله باشد، یعنی در سرتاسر دنیا قبر مرده مسلمان باید به گونه‌ای باشد که هنگامی که مرده درون آن بر روی دست راست خود خوابانیده می‌شود چهره او به سمت قبله قرار گیرد و این شرط اختصاص به جسد کامل ندارد بلکه حتی اگر جسد مرده فاقد برخی از قسمت‌ها نظیر سر یا دست یا سینه و جز این‌ها بود یا تنها سر در اختیار بود و تنه مرده از میان رفته بود باید به همین روش دفن گردد، بلکه حتی اجزاء بدن مسلمان را نیز باید به گونه‌ای دفن کرد که اگر دارای سر و صورت بود به سمت قبله قرار می‌گرفت؛
2. جنازه مسلمانی که بر روی کشتی مرده و امکان رساندن آن به خشکی برای دفن وجود ندارد و احتمال متلاشی شدن او می‌رود را می‌توان پس از غسل و کفن و نماز خواندن درون صندوقی قرار داد یا آن که جنازه کفن شده او را با بستن وزنه سنگین در حالی که رو به قبله است به درون دریا افکند.
3. در صورت آگاهی از تلاش حیوانات درنده در بیرون آوردن جسد مرده مسلمان از درون زمین واجب است محل دفن را به گونه‌ای استحکام بخشید که مانع نفوذ حیوانات و اهانت به جنازه مسلمان گردد.
4. دفن هر مسلمانی باید با موافقت و اذن ولی مرده انجام پذیرد، بدین معنی که دیگران حق مزاحمت با نظر ولی در دفن مرده در جایگاه مورد نظر او را ندارند.
5. جنازه مرده مسلمان باید در گورستان‌های مسلمانان دفن گردد و دفن او در گورستان‌های کافران یا دفن کافران در گورستان‌های مسلمانان حرام است و این حکم ناشی از احترام شرع اسلام به مسلمانان است که این احترام ایجاب می‌کند او در گورستان‌های مسلمانان دفن شود و در صورت دفن در گورستان‌های کافران جایز است قبر مسلمان را شکافته و او را بیرون آورده و در مقابر مسلمانان دفن نمایند.
6. دفن مرده مسلمان در جاهایی که موجب هتک حرمت و اهانت به او می‌گردد نظیر آبریزگاه، چاه، محل تجمع زباله و نظیر این‌ها ممنوع و حرام است.
7. مرده مسلمان باید در زمین مباح دفن گردد از این‌رو دفن جنازه در مساجد، مدارس موقوفه، یا زمین‌های وقفی که به منظور و غرض معینی جز دفن مردگان وقف شده ممنوع است.
8. بنابر فتوای جمعی از فقهای امامیه دفن مرده مسلمان در گور مرده دیگری که هنوز جسد او متلاشی و نابود نشده‌است ممنوع و حرام است.
9. وجوب دفن مرده مسلمان اختصاص به جسد کامل ندارد بلکه قطعات و اجزای جدا شده از بدن او که در آن‌ها روح دمیده شده همچون یک دست و پا یا انگشتان و جز این‌ها نیز باید پس از غسل و کفن و دفن گردند، اما اجزایی که روح در آن‌ها ندمیده‌است همچون مو، دندان، ناخن دلیلی بر وجوب دفن آن‌ها نمی‌باشد.
10. حکم وجوب دفن محترمانه با شرایط پیشگفته نه تنها شامل تمامی مسلمانان است بلکه شامل کودک زاده شده از راه زنای دو مسلمان و کودکی که از نطفه مسلمان در شکم کافر کتابی به وجود آمده نیز می‌گردد و در صورت اخیر در فرض مادر کافر به احترام فرزندش باید در گورستان‌های مسلمانان پشت به قبله بر روی دست چپ یا راست به گونه‌ای دفن گردد که صورت جنین مسلمان او به سمت قبله قرار گیرد.[۵]

#### مستحبات دفن
بنابر فتوای فقهاء امامیه حداقل وظیفه و واجبی که بر عهده مسلمانان نسبت به یک مرده می‌باشد این است که مرده مسلمان را پس از غسل و کفن در گور به گونه‌ای دفن کنند که حرمت جسد او حفظ گردد، لیکن در روایات کارهای دیگری توصیه شده‌است که مستحب است نسبت به دفن جنازه یک مسلمان انجام گیرد که عبارتند از:
1. مستحب است عمق قبر به اندازه قامت یک انسان یا تا ترقوه او باشد.
2. مستحب است برای قبر لحد ساخته شود و لحد سایه‌بان و سقفی سنگی است که بر روی جنازه مرده درون قبر قرار می‌گیرد و مانع ریخته شدن خاک بر روی جسد مرده می‌گردد.
3. در نزدیک‌ترین گورستان از محل مرگ او دفن شود مگر آن که در گورستان دورتر فضیلتی همچون وجود گور مردمان صالح و نیکوکار یا علماء و امام زادگان بوده باشد.
4. مستحب است جنازه مرده را به کندی به گورش نزدیک کنند و بنابر روایات مستحب است پیش از رسیدن آن چندین مرتبه او را بر زمین گذاشته و سپس بردارند تا وحشت و ترس مرده از گورش کم شود.
5. مستحب است جنازه مردان را با سر داخل گور کنند و جنازه زنان را مستحب است از سمت عرض بدن به درون قبر گذارند.
6. مستحب است هنگام دفن زن روی قبر را با پارچه‌ای پوشانده تا چشم مردان نامحرم به بدن او نیفتد.
7. بدن مرده را به آرامی و نه با فشار و خشونت به درون قبر راهنمایی کنند.
8. مستحب است هنگام فروبردن مرده درون قبر و خوابانیدن او قرآن و دعا خوانده شود.
9. مستحب است هنگام خوابانیدن مرده در قبر بندهای کفن او را از سمت سر او باز کنند.
10. مستحب است چهره مرده را از درون کفن بیرون آورده و گونه راست او را بر روی مشتی از خاک قبر قرار دهند.
11. برای پشت مرده تکیه‌گاهی از سنگ و آجر بسازند که جسد مرده بدو تکیه دهد تا بدین وسیله از افتادن مرده به روی صورت جلوگیری شود.
12. مقداری از تربت قبر حسین بن علی در برابر چهره او قرار داده شود.
13. یکی از مستحباتی که در روایات تأکید فراوانی بر انجام آن شده‌است تلقین مرده می‌باشد یعنی هنگامی که درون قبر خوابانیده شد معتقدات دینی از توحید پروردگار و اقرار به پیامبری محمد و امامان شیعه و اعتقاد به سؤال و پرسش دو ملائکه به نام‌های نکیر و منکر بدو یادآوری گردد، بنابر روایات اسلامی، روح مرده از هنگام مفارقت و جدا شدن از جسد او تا هنگام دفن در اطراف او در پرواز است و ناظر همه وقایع است از این رو مستحب است برای آخرین بار احکام شرعی و معتقدات دینی بدو یادآوری شود تا مرده که در آغاز سخت‌ترین لحظات زندگی برزخی خود است بتواند بر هول و وحشت قبر فائق آید و زبان به سخن حق با ملائکه بگشاید.
14. مستحب است کسی که مرده را دفن می‌کند پس از دفن او از سمت پای مرده از قبر بیرون آید.
15. مستحب است دفن‌کننده با طهارت و پاکی اقدام به دفن مسلمان کند.
16. مستحب است مردمان تشییع‌کننده به جز آنانی که با مرده رابطه قرابت نسبی دارند با پشت دست به درون گود او خاک ریخته و آن را پر کنند در حالی که (انا لله و انا الیه راجعون) را بر زبان می‌رانند.
17. مستحب است گور را به ارتفاع ۴ انگشت از زمین بالا آورده و آن را مربع بسازند و روی آن را صاف و مسطح (و نه کوهان دار) قرار دهند.
18. مستحب است برای قبر علامتی قرار دهند تا شناخته شود و بر روی آن آب بپاشند (پاشیدن آب بنابر برخی روایات تا ۴۰ روز یا ۴۰ ماه مستحب است) آن گاه تشییع کنندگان انگشتان خود را بر روی قبر قرار داده و برای شادی روح او سوره فاتحة الکتاب و سوره (انا انزلناه) را قرائت کنند و برای او طلب رحمت و غفران از خداوند نمایند؛ و بنابر روایات از سر انگشت هر یک از دعا کنندگان بر گور مرده نوری به سمت مرده سرازیر می‌گردد که موجب شادی روح او می‌شود.
19. مستحب است درون دهان مرده عقیق گذاشته شود که بر روی آن اسماء خدا و پیامبر اسلام و امامان شیعه نوشته شده باشد.
20. مستحب است مردمان به خانواده مرده و فرزندان و نزدیکان او تا ۳ روز تسلیت داده و برای مرده آنان با خواندن قرآن و دعا طلب رحمت و آمرزش نمایند.
21. مستحب است مردم برای خانواده عزادار که به علت اشتغال به دفن مرده و عزاداری بر او پخت‌وپز نکرده‌اند خوراک فرستاده و از خوردن خوراک نزد آن‌ها امتناع ورزند که بنابر روایات بسیار مکروه و ناشایست است.
22. مستحب است ۴۰ یا ۵۰ نفر از مردمان نیکوکار در هنگام دفن یا پیش یا پس از آن شهادت به درستکاری مرده بدهند.
23. مستحب است نزدیکان مرده بر او سوگواری و عزاداری و گریه کنند لیکن ثواب بازماندگانی که بر مصیبت او صبر نموده و خود را با یادآوری مصیبتهایی که بر پیامبر اسلام و امامان شیعه وارد شده تسلی دهند و اجر خود را از درگاه خداوند بخواهند بیشتر است.
24. مستحب است که مسلمانان به زیارت گورستان‌ها رفته و بر گور مردگان سوره‌های قرآن (به ویژه سوره‌های حمد ـ آیة الکرسی ـ قل اعوذ برب الناس ـ قل اعوذ برب الفلق ـ سوره یاسین ـ و جز اینها) خوانده و برای آنان طلب رحمت و آمرزش از خداوند نمایند؛ و مستحب است هنگام ورود به گورستان خطاب به مردگان مدفون در آن قبرستان سلام کرده و بگوید (السلام علی اهل الدیار من المؤمنین، رحم‌الله المتقدمین منکم و المتأخرین و انا ان شاء الله بکم لاحقون)
25. از مستحباتی که در روایات تأکید فراوان بر آن شده این است که در نخستین شبی که مرده را دفن می‌کنند مستحب است نمازی برای او بخوانند که به نام (صلاة لیلة الدفن) یا نماز شب دفن مشهور است.[۵]

#### مکروهات دفن
بنابر روایات و فتاوای فقهاء امامیه برخی رفتارها و کارها هنگام دفن مرده مکروه و ناشایست است از این رو از انجام آن‌ها نهی کراهتی شده‌است بدین معنی که بر مسلمانان سزاوار نیست این کارها را انجام دهند و بهتر آن است که از انجام آن‌ها دوری کنند، این کارها عبارتند از:
1. دفن کردن دو مرده در یک گور (و بنابر برخی فتاوا این کار حرام است) مگر در مواقع ضرورت که در این صورت باید میان آن دو مانعی نظیر دیوار قرار داد.
2. فرش کردن کف قبر با سنگ‌های قیمتی یا سنگ مرمر یا آجر یا چوب‌های قیمتی و گرانقیمت مگر در زمین‌های مرطوب، اما ساختن یا پوشانیدن دیوار گور با این‌گونه سنگ‌ها و چوب‌ها مانعی ندارد.
3. دفن کردن فرزند توسط پدر یا مطلق ارحام به وسیله ارحام نزدیک، مگر در صورت اضطرار، از این حکم کراهتی دو مورد استثنا شده‌است: نخست دفن زن به وسیله شوهرش و دیگر دفن زن به وسیله مردان محرم خود.
4. اقدام ارحام مرده به پرکردن گور مرده از خاک که بنابر روایات این کار سبب قساوت قلب می‌گردد.
5. پر کردن گور با خاکی که از غیر آن گور بیرون آورده‌اند، یا استفاده از گلی جز گلی که از خاک همان قبر است.
6. ترمیم کردن گور پس از فرسوده و خراب شدن آن مگر در مورد قبر پیامبران و امامان و صالحین و علمای دین.
7. بلند کردن گور و ساختن پشته‌ای شبیه به کوهان شتر بر روی آن که از این ساخته در روایات با نام (تسنیم) یاد شده‌است.
8. ساختمان کردن بر روی گور مردمان به جز گور پیامبران و امامان و بزرگان و علمای دین.
9. ساختن مسجد بر روی گور مردمان به جز گور پیامبران و امامان و بزرگان و علمای دین.
10. نشستن بر روی گور و ادرار کردن و نجس کردن قبرها در گورستان‌ها یا خندیدن و سبک سری در گورستانها، یا راه رفتن بر روی گورها یا تکیه دادن به آن‌ها مگر در حال ضرورت.
11. دفن مرده در خانه‌های مسکونی.
12. سخن گفتن دربارهٔ مسائل دنیایی در گورستان.
13. شتاب در خوابانیدن مرده در گور خود پیش از آن که مدتی او را در بالای گور قرار داده باشند.
14. بالا بردن ساخته روی قبر بیش از ۴ انگشت.[۵]

## نگارخانه

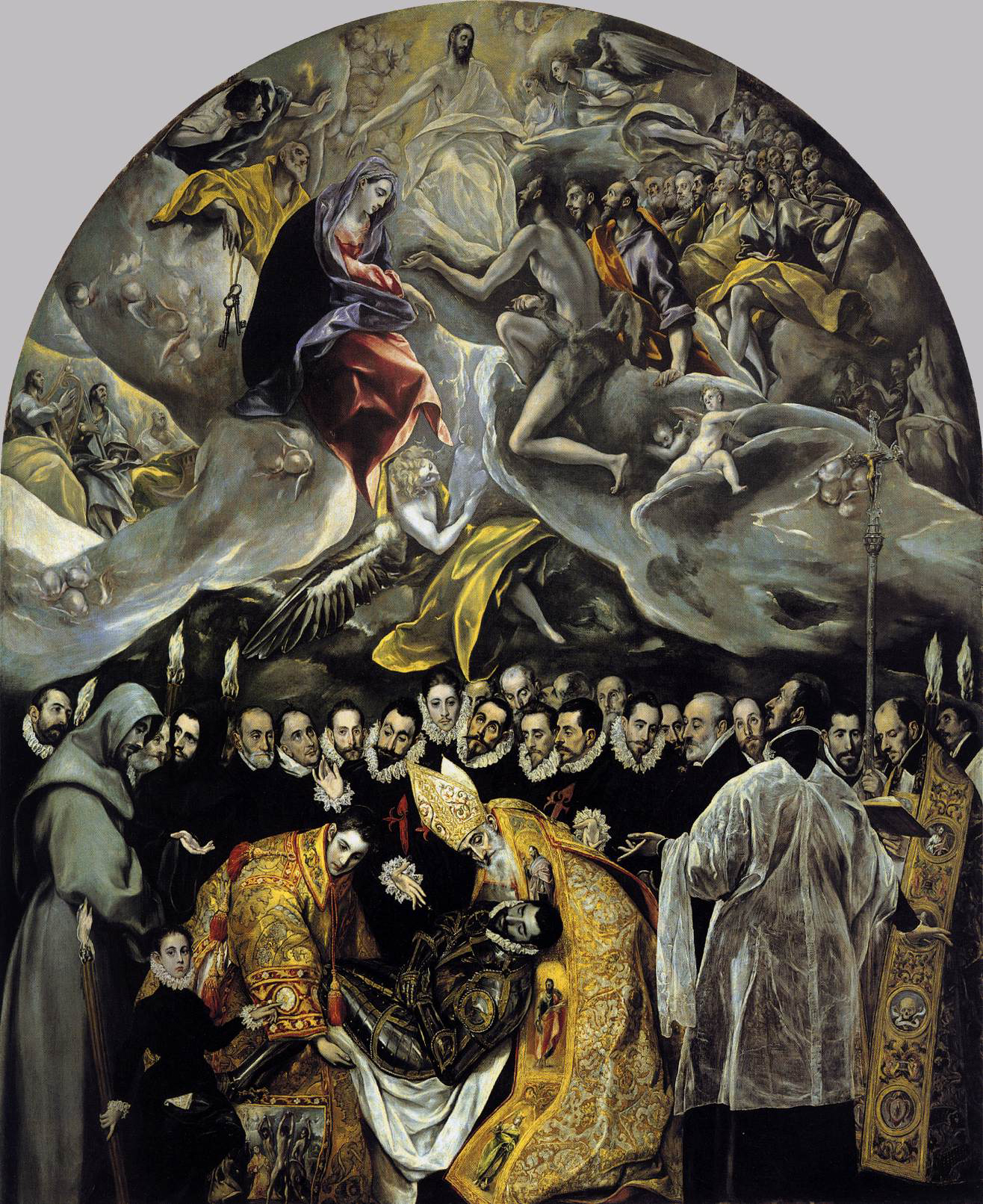
خاکسپاری کنت ارگاز، اثر ال گرکو
خاکسپاری ساردین، اثر فرانسیسکو گویا
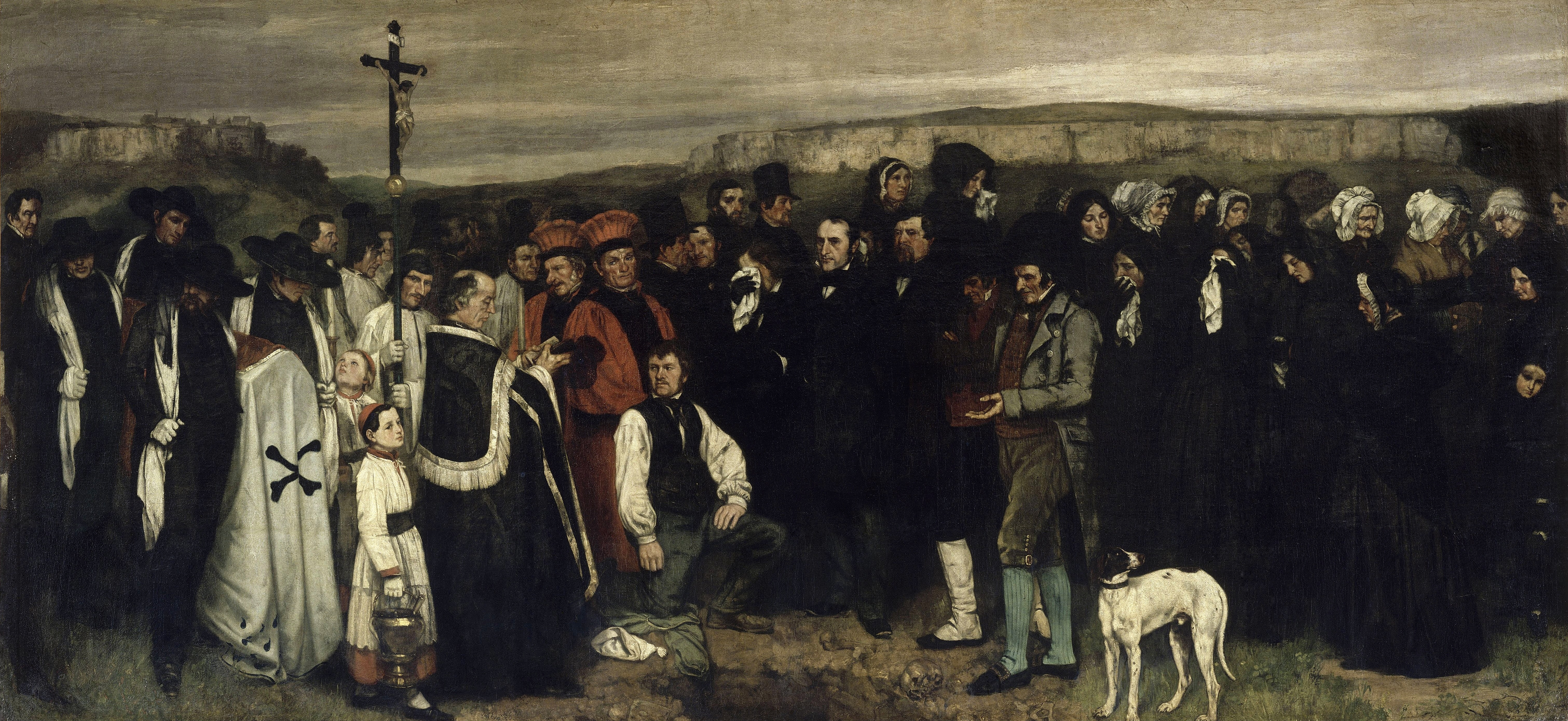
تدفین در اورنان اثر گوستاو کوربه
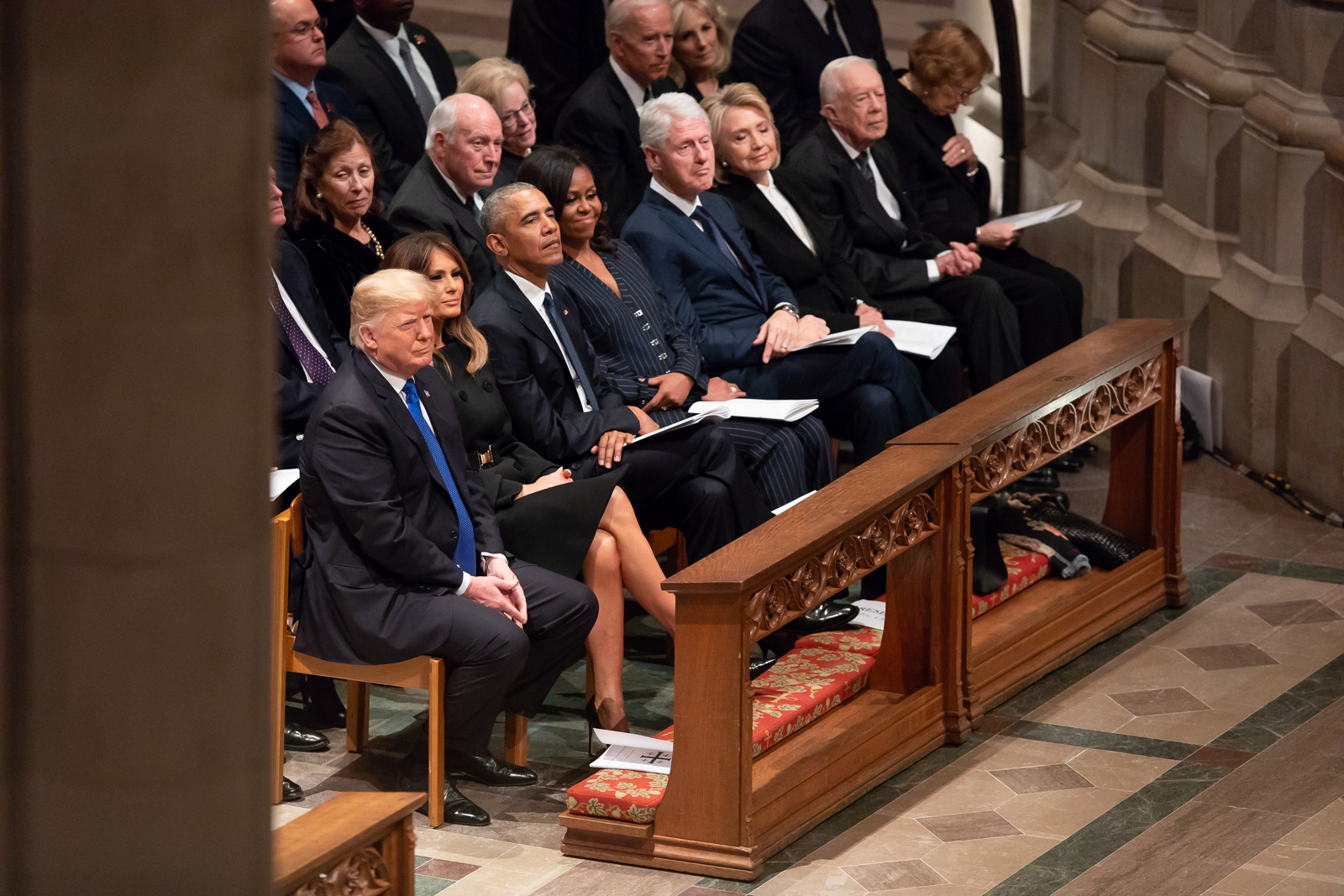
مراسم تدفین جرج واکر بوش